# Aristias nonspinus
Aristias nonspinus is een vlokreeftensoort uit de familie van de Aristiidae. De wetenschappelijke naam van de soort is voor het eerst geldig gepubliceerd in 1985 door Hirayama.